# انزعاج (حالة نفسية)

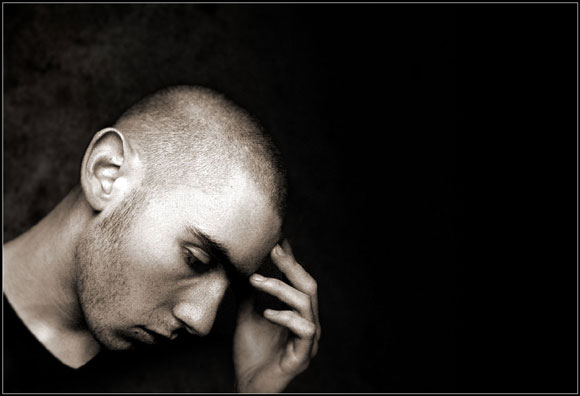

الانزعاج أو التقلقُل أو التَّمَوُّر هي حالة عقلية عاطفية يكون فيها الشخص في حالة من الاكتئاب، وفي بعض الأحيان بعدم اكتراث بالعالم من حوله.
قد يؤدي اضطراب المزاج إلى الديسفوريا، عادة مع خطورة الانتحار، وخاصة مع الأشخاص ذو الاضطراب ثنائي القطب والذين هم في وضعية الاكتئاب.